# Guillaume Roberti
Guillaume Joseph Roberti (Sint-Agatha-Rode, 16 november 1784 - Leuven, 26 juni 1858) was een Belgisch edelman en notaris.
Zijn familie is niet te verwarren met de gelijknamige familie Roberti van wie verschillende leden in 1967 in de adel werden opgenomen.

## Levensloop
Roberti was een zoon van Jean-Albert Roberti en van Jeanne de Coster. Hij trouwde in 1826 in Bossut-Gottechain met Anne-Marie van Dormael (1788-1859).
Hij werd tot notaris benoemd in Leuven en werd verkozen tot provincieraadslid voor Brabant. In 1857 werd hij opgenomen in de Belgische erfelijke adel.
Het echtpaar had twee kinderen:
- Henriette Roberti (1827-1905), die trouwde met volksvertegenwoordiger Edouard Wouters, burgemeester van Sint-Agatha-Rode.
- Jules Roberti (1829-1911), senator en notaris, die trouwde met Zoé de Ryckman (1828-1901)

Het echtpaar Roberti-de Ryckman had op zijn beurt twee kinderen:
- Henriette Roberti (1862-1944), die trouwde met senator Alfred Orban de Xivry.
- Maximilien Roberti (1863-1917), die trouwde met Caroline de Troostembergh (1863-1901) en zijn vader en grootvader opvolgde als notaris.
  - Jules Roberti de Winghe (1887-1961), notaris, trouwde in 1921 in Lustin met Marie-Thérèse Gilbert (1891-1965). Het echtpaar had vijf kinderen. Hij werd provincieraadslid voor Brabant en gemeenteraadslid in Leuven. In 1933 kreeg hij vergunning om de Winghe aan de familienaam toe te voegen en in 1961, twee maanden voor zijn dood, kreeg hij de baronstitel, overdraagbaar bij eerstgeboorte.
    - André Roberti de Winghe (1925-2013), jezuïet, was overste van het Institut d'études théologiques en stichter van de Belgische Arkgemeenschap van Jean Vanier.
    - Charles Roberti de Winghe (1927-2006), notaris, gemeenteraadslid in Leuven, trouwde met Colette Malou (1928-2013) en ze kregen zeven kinderen. Met afstammelingen tot heden.

  - Jean-Gabriel Roberti de Winghe (1892-1979) kreeg in 1933 vergunning om de Winghe aan de familienaam toe te voegen. Met afstammelingen tot heden.